# Kari Rueslåtten
Kari Rueslåtten (Trondheim, 3 ottobre 1973) è una cantante norvegese.

## Biografia
Kari Rueslåtten ha avviato la sua carriera musicale nei primi anni '90 cantando nei gruppi metal The 3rd and the Mortal, Israelvis e Storm. Nel 1997 è uscito Spindelsinn, il suo album di debutto come solista, che ha raggiunto la 29ª posizione nella classifica norvegese, vendendo 5 000 copie a livello nazionale in meno di un anno. Il disco ha fruttato alla cantante una candidatura ai premi Spellemann, il principale riconoscimento musicale norvegese, per l'artista pop dell'anno. Da allora ha proseguito a cantare come solista, pubblicando sette nuovi album d'inediti.

## Discografia

### Album
- 1997 – Spindelsinn
- 1998 – Mesmerized
- 2002 – Pilot
- 2004 – Other People's Stories
- 2014 – Time to Tell
- 2015 – To the North
- 2017 – Silence Is the Only Sound
- 2020 – Sørgekåpe

### Raccolte
- 2014 – Collection

### Singoli
- 1997 – Spindelsinn
- 1997 – I månens favn
- 1998 – Make Me a Stone
- 1998 – A Different Angle
- 2003 – Calling You/Exile
- 2005 – When We're Together
- 2013 – Why So Lonely
- 2014 – Wintersong
- 2014 – Rainy Days Ahead
- 2015 – Turn, Turn, Turn
- 2015 – Battle Fevermore
- 2016 – Letting Go
- 2017 – Chasing Rivers
- 2017 – Spellbound
- 2020 – Sørgekåpe
- 2020 – Blind

#### Come artista ospite
- 2002 – Epilogue (Rawthang feat. Kari Rueslåtten)
- 2003 – Scorned (Rawthang feat. Kari Rueslåtten)
- 2004 – Beautiful Morning (Rawthang feat. Kari Rueslåtten)
- 2006 – Push (Rawthang feat. Kari Rueslåtten)